# ミンシン (ミャンマー)
ミンシン（Minsin）は、ミャンマー北西部のザガイン地方域カムティ県カムティ郡区にある村。チンドウィン川の上流に位置する。